# Trapez (matematik)
 For alternative betydninger, se Trapez. (Se også artikler, som begynder med Trapez)
I geometri er et trapez en firkant, hvor mindst ét par sider er parallelle.
- Hvis to sider er parallelle, og de andre to er ikke-parallelle samt lige lange, kaldes trapezet ligebenet.
For dette gælder, at de indre vinkler opfylder: {\displaystyle \alpha =\beta \,} og {\displaystyle \,\gamma =\delta }
- Et trapez der har en ret vinkel, kaldes retvinklet.
Et retvinklet trapez vil altid have enten to eller fire rette vinkler. Hvis f.eks. {\displaystyle \alpha } på diagrammet er ret, må {\displaystyle \delta } nødvendigvis også være ret.
- Et trapez med to par af parallelle sider kaldes et parallelogram. 
Når man en sjælden gang møder betegnelsen trapez i daglig tale, betyder det oftest et trapez, som ikke er et parallelogram, på samme måde som et rektangel ofte bruges i betydningen et rektangel, som ikke er et kvadrat.
Et trapez hører under den gruppe figurer, der hedder polygoner (mangekanter)

| Formler for Trapez | Formler for Trapez                                                                                  | Formler for Trapez |
| ------------------ | --------------------------------------------------------------------------------------------------- | ------------------ |
| Areal              | {\displaystyle A\,=\,{\frac {1}{2}}\cdot (a+c)\cdot h}                                              |                    |
| Højde              | {\displaystyle h\,=\,b\cdot \sin \gamma =d\cdot \sin \delta }                                       |                    |
| Hjælpestørrelse    | {\displaystyle s\,=\,{\frac {a+b-c+d}{2}}}                                                          |                    |
| Højde              | {\displaystyle h\,=\,{\frac {2}{a-c}}{\sqrt {s(s-a+c)(s-b)(s-d)}}} hvis c < a                       |                    |
| Diagonallængde     | d1 {\displaystyle =\,{\sqrt {a^{2}+b^{2}-2ab\cos \beta }}={\sqrt {c^{2}+d^{2}-2cd\cos \delta }}}    |                    |
| Diagonallængde     | d2 {\displaystyle \,=\,{\sqrt {a^{2}+d^{2}-2ad\cos \alpha }}={\sqrt {b^{2}+c^{2}-2bc\cos \gamma }}} |                    |
| Sidelængder        | {\displaystyle a,\,b,\,c,\,d}                                                                       |                    |
| Indre vinkler      | {\displaystyle \alpha ,\,\beta ,\,\gamma ,\,\delta }                                                |                    |